# Райкова Іларія Олексіївна
Іларія Олексіївна Райкова (нар. 30 вересня 1896, Ура-Тюбе — пом. 24 жовтня 1981, Ташкент) — радянський ботанік-еколог, мандрівник, доктор біологічних наук з 1945 року, професор з 1936 року, член-кореспондент АН Узбецької РСР з 1956 року, почесний член Російського географічного товариства.

## Біографія
Народилася 17 (30) вересня 1896 року в місті Ура-Тюбе (тепер Істаравшан, Таджикистан). 1913 року закінчила Самаркандську жіночу гімназію. У 1914—1919 роках навчалась на Вищих курсах Петроградського університету за спеціальністю «ботаніка». У 1919—1920 роках науковий співробітник Ботанічного музею АН СРСР. 1920 року брала участь в організації Туркестанського університету. 1923 року вперше побувала на Памірі в складі експедиції Туркменського відділу Російського географічного товариства, в 1927 році — в двох експедиціях по Східному та Західному Паміру, в 1928—1929 роках в складі експедиції Всесоюзного інституту рослин з вивчення культурних сортів винограду.
У 1920—1930 роках — викладач, у 1930—1933 роках — доцент, у 1933—1945 роках — виконуюча обов'язки професора, у 1933—1945 роках — завідувач кафедри «Нижчих рослин», з 1945 року завідувач кафедри «Дарвінізму, генетики та експериментальної морфології» Середньоазійського державного університету. Була організатором Памірської біологічної станції та керівником багатьох експедицій по Середній Азії.
Померла в Ташкенті 24 жовтня 1981 року. Похована в Ташкенті на кладовищі № 1 (Боткінському) на Комуністичній дільниці.

## Наукова діяльність
Наукові дослідження в галузі ботаніки, генетики та селекції винограду, бавовнику та інших рослин. Основні наукові роботи присвячені вивченню рослинності Паміру, були вивчені рослини окремих гірських районів (Дарваз, Гірський Бадахшан). Автор 82 наукових робіт про рослинність Середньої Азії, в тому числі 49 про Памір.

## Відзнаки
- Заслужений діяч науки Узбецької РСР (з 1946 року);
- Нагороджена:
  - орденами Леніна, Жовтневої Революції, 2-ма Трудового Червоного Прапора, «Знак Пошани»;
  - срібною медаллю Російського географічного товариства[3].

## Вшанування пам'яті
- В Ташкенті, на будинку по вулиці Бешагач, 18, де жила вчена, встановлено меморіальну дошку з написом:

«У цьому будинку з 1936 по 1981 роки жила і працювала Заслужений діяч науки Узбекистану, член кореспондент АН Уз. РСР, один з організаторів ТашГУ ім. Леніна, професор Райкова Іларія Олексіївна.»

- Її ім'я носять пік в південно-східній частині хребта Музкол на Памірі, а також 10 нових видів рослин[3].